# La locomotora
La locomotora fue un programa infantil de televisión emitido por TVE la tarde de los lunes en 1979, dentro del espacio contenedor Un globo, dos globos, tres globos. Estaba destinado a niños de entre cinco y doce años.

## Formato
Conducido por el cantante Torrebruno, que interpretaba el papel de Rocky Vaporetto, maquinista ferroviario y la actriz Inmaculada Sanz en el personaje de su ayudante Polvorilla, el programa contenía juegos, concursos y música. Todo ello bajo el hilo conductor de una vieja locomotora con facciones humanas y capacidad de hablar, que cada día llegaba al plató cargada de sorpresas en cada uno de sus cinco vagones: Música en el primero, nuevas promesas artísticas infantiles en el segundo, sorpresas en el tercero, concursos en el cuarto y un personaje invitado en el quinto.